# Aeshna juncea
Aeshna juncea  (Linnaeus, 1758) je vrsta iz familije Aeshnidae. Srpski naziv ove vrste je Barski kraljević.

## Opis vrste
Mužjaci ove vrste su crno-plavi, dok su ženke crno-žute. Bočna strana grudi oba pola je crno-žuta s karakterističnim rasporedom boja. Na trećem segmentu trbuha mužjaka postoji suženje. Krila oba pola su providna sa izduženom, braon pterostigmom. Prvi (kostalni) nerv na krilima je žut, za razliku od ostalih koji su crni. Ova vrsta je jedan od najkrup�nijih predstavnika roda Aeshna. U našoj zemlji možemo je naći na visokim planinama..

## Stanište
Naseljava razne tipove čistih, stajaćih voda na većim nadmorskim visinama.

## Životni ciklus
Nakon parenja mužjak i ženka se odvajaju i ženka sama polaže jaja u vodene biljke. Nakon završenog razvića larvi izležu se odrasle jedinke koje ostavljaju svoju egzuviju na obalnim biljkama ili granju.

## Sezona letenja
Sezona letenja traje od juna do oktobra.

## Literatura
- „Aeshna juncea”. Integrated Taxonomic Information System. Приступљено 6. 2. 2006.
- „Aeshna juncea”. DragonflyIreland. Приступљено 11. 6. 2011.

## Spoljašnje veze
- IUCN distribution